# Prospalaea insularis
Prospalaea insularis är en tvåvingeart som först beskrevs av Brauer och Julius Edler von Bergenstamm 1891.  Prospalaea insularis ingår i släktet Prospalaea och familjen parasitflugor.
Artens utbredningsområde är Jungfruöarna. Inga underarter finns listade i Catalogue of Life.